# Українські щоденні вісті
Українські щоденні вісті — щоденна газета українською мовою для дистрикту Галичини, яку видавали у Львові з 5 липня до 24 серпня 1941 року.

## Історія газети
Часопис як щоденник для дистрикту Галичина заснувало у Львові «Українське видавництво». 
Після закриття газети в газету «Львівські вісті» перейшли працювати всі співробітники «Українських щоденних вістей». Згодом більшість їх перейшла до «Українського видавництва».